# Рутвен, Уильям, 1-й граф Гоури
Уильям Рутвен (англ. William Ruthven; ок. 1541 — 2 мая 1584), 1-й граф Гоури (с 1581 года) — шотландский дворянин, лидер ультра-протестантской партии и организатор заговоров против короля Якова VI.
Уильям Рутвен происходил из семьи со строгими протестантскими традициями. Его отец, Патрик Рутвен, был одним из организаторов убийства Давида Риччо, католического фаворита королевы Марии Стюарт. Сам Уильям с энтузиазмом воспринял пресвитерианскую идеологию Эндрю Мелвилла и после падения регента Мортона в 1580 году стал одним из лидеров пресвитериан Шотландии. Новый правитель страны, фаворит молодого короля Якова VI, Эсме Стюарт, герцог Леннокс попытался обеспечить себе поддержку протестантов возведением в 1581 году Уильяма Рутвена в титул графа Гоури, однако это не принесло ожидаемого результата. Рутвен остался лидером радикальных протестантов, с недоверием относившихся к попустительству Леннокса в отношении иезуитов и его переговорам с Францией. Раздражение Рутвена, который с 1571 года занимал пост казначея Шотландии, вызывали также непомерные траты правительства Леннокса на предметы роскоши и пышную королевскую гвардию.
В августе 1582 года, воспользовавшись визитом 16-летнего короля в его замок, Рутвен захватил Якова VI. Это позволило ультра-протестантам завладеть властью в Шотландии и изгнать Леннокса. В страну вернулся граф Ангус, второй лидер пресвитерианской партии, и вместе с графом Гоури они сформировали первое в истории Шотландии ультра-протестантское правительство. Переворот Рутвена имел значительную социальную опору: духовенство и большинство городов (во главе с Эдинбургом) поддержали приход к власти ультра-протестантов, ожидая продолжения реформирования церкви в пресвитерианском духе.
Во внешней политике режим Рутвена однозначно ориентировался на Англию. Было предложено заключить тесный англо-шотландский союз, направленный на защиту протестантской веры и совместные действия против католических держав. Однако Елизавета I, королева Англии, хотя и приветствовала переворот Рутвена, не спешила с оказанием финансовой и политической помощи новому режиму. Более того, возобновились англо-французские переговоры об освобождении Марии Стюарт, матери короля Якова VI, на реставрацию которой возлагали свои надежды шотландские католики и консерваторы. Безоговорочная ориентация правительства Рутвена на Англию при отсутствии реальной помощи со стороны последней вызвали отход от поддержки режима умеренных протестантов.
В июне 1583 года королю Якову VI удалось бежать из-под власти Рутвена. К нему немедленно присоединились консервативно настроенные бароны во главе с графом Хантли, главным образом выходцы из северных регионов страны. Ультра-протестанты были смещены со своих постов, правительство возглавил умеренный граф Арран. Граф Гоури был арестован. В апреле 1584 года Ангус и другие сподвижники Рутвена попытались восстановить свою власть, захватив королевский замок Стерлинг, однако они не получили ожидаемой помощи из Англии и вскоре были вынуждены сложить оружие. 2 мая 1584 года Уильям Рутвен был казнён.